# Black Buddafly
Black Buddafly è un girl group di R & B tedesco, composto dalle due gemelle Amina (capelli biondi, nome completo Aminata Schmahl) e Jazz (capelli castani, nome completo Safiétou Schmahl, chiamata Safi). Nate nel 1983 ad Amburgo, Germania, hanno madre tedesca e padre senegalese. La sorella maggiore, nata nel 1982, Sophie (chiamata Bandi), ha lasciato il gruppo nel 2007 per avere un figlio.

## Carriera
Le tre cantanti nacquero in una famiglia musicale. La madre cantava e il padre suonava musica jazz. Nella stessa strada di Amburgo in cui abitavano viveva il maestro Axel Bergstedt, direttore dell'"Associazione Johann Sebastian Bach" che includeva orchestre, cori di adulti e di voci bianche. Il musicista invitò le ragazze a cantare nel coro dei bambini. Fu così che esse svilupparono le loro voci con le opere più famose di Johann Sebastian Bach, con opere come Il Messia di Georg Friedrich Händel, ma anche con musiche operistiche, musical, motivi popolari e musica gospel. Vennero elette alla presidenza del coro e delle associazioni giovanili. Il coro di voci bianche partecipò al musical Ronja Räubertochter (Ronja. La figlia del brigante), un musical composto Axel Bergstedt tratto dal libro di Astrid Lindgren, nel quale la sorella maggiore Sophie assunse il ruolo del marito di Ronja.
Poco dopo fondarono il gruppo Choyce, con cui parteciparono a progetti di gospel, sotto contratto della BMG tedesca.
Con soltanto seicento dollari in tasca le tre ragazze volarono a New York, e lì dimostrarono la loro intraprendenza contattando celebri nomi del mondo della musica. Due anni dopo conobbero Russell Simmons, precursore dell'hip-hop, con cui collaborarono. Il loro primo prodotto fu il disco Rock-A-Bye, del 2005, a cui seguì l'anno successivo l'album Bad Girl, che vide la partecipazione del rapper Fabolous.
Quando nel 2007 Sophie lasciò il trio per dedicarsi alla maternità, le due sorelle hanno continuato come duo pubblicando l'album Black Buddafly e producendo la colonna sonora del film Waist Deep.

## Discografia

### Album
- 2007 - Black Buddafly

| Anno | Titolo                | Posizione nella classifica in USA | Posizione nella classifica in USA | Posizione nella classifica in USA | Posizione nella classifica in USA | Album                                  |
| Anno | Titolo                | US Hot 100                        | US R&B/Hip-Hop                    | Official Singles Chart            | AUS Top 50                        | Album                                  |
| ---- | --------------------- | --------------------------------- | --------------------------------- | --------------------------------- | --------------------------------- | -------------------------------------- |
| 2005 | Rock-A-Bye            | -                                 | numero 70                         | -                                 | -                                 | Black Buddafly                         |
| 2006 | Bad Girl ft. Fabolous | -                                 | numero 101                        | -                                 | -                                 | Black Buddafly; Waist Deep Soundtrack. |